# 肚兜

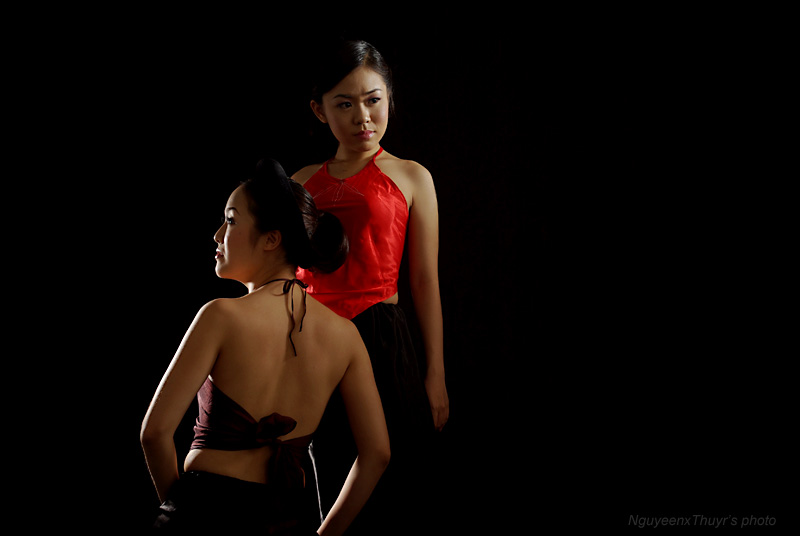
身穿肚兜 (越南)的女子

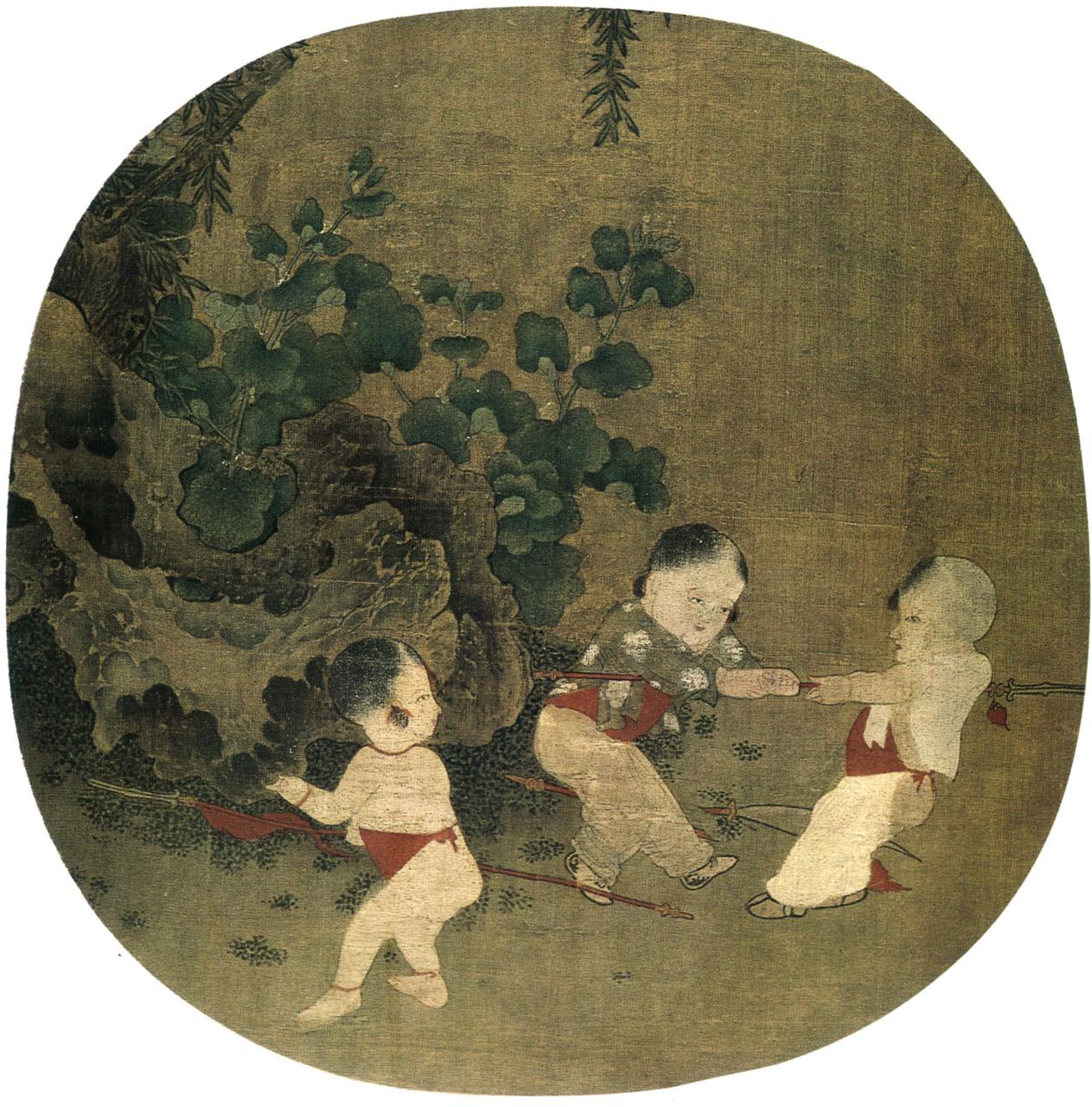
宋代畫家蘇漢臣《秋庭嬰戲圖》中穿肚兜的小孩

肚兜，又稱兜子、抱腹、心衣、袜胸，是中国傳統的内衣之一，多为女性和小孩所穿。亦傳到越南、日本，越南語稱為裺襖（Áo yếm）。
肚兜一般是用一整块布或者绸缎做的，没有袖子及後幅，有方形、三角形、菱形的樣式，遮盖体前从胸骨到小腹的部位。四边有带子，上端的两根带子套在颈后，左右端的带子束于腰后。一些肚兜加以精美装饰，上面会绣上各种花鸟图案。有说是遮盖胸腹部和阴部。
肚兜有保护腹部，防止着凉生病的作用。中医中有时把药物夹在肚兜材料内，供年老体弱或腰腹部有病者贴身穿用，是为一种药物保健方法。
現代時裝的過頸無袖上衣，其樣式類似肚兜。

## 历史
肚兜出現不會遲於漢代，當時無鉤肩者稱為抱腹，有鉤肩掩心者稱為心衣。魏晉南北朝稱為纏弦，宋代稱為袜胸，明代之后，妇女已普遍有使用肚兜的习惯，当时叫兜子，俗称抹胸。是用交料两块，斜裁，上尖下平而成。清代的抹胸有两种款式，一种是短小贴身的，缚于胸腹之间，俗称“肚兜”。另一种是束于腰腹之间的，称为“抹胸肚”。小孩子的話則是男女皆會穿，徐珂《清稗类钞》服饰类：记载：“抹胸，胸间小衣也，一名抹腹，又名抹肚；以方尺之布为之，紧束前胸，以防风寒内侵者，俗称兜肚。男女皆有之”。
清曹庭栋《养生随笔》卷一载：腹为五脏之总，故腹本喜暖，老人下元虚弱，更宜加意暖之。办兜肚，将蕲艾捶软铺匀，蒙以丝绵，细针密行，勿令散乱成块，夜卧必需，居常亦不可轻脱。又有以姜桂及麝诸药装主，可治腹作冷痛。
清代内衣称“肚兜”，一般做成菱形。上有带，穿时套在颈间，腰部另有两条带子束在背后，下面呈倒三角形，遮过肚脐，达到小腹。材质以棉、丝绸居多。系束用的带子并不局限于绳，富贵之家多用金链，中等之家多用银链、铜链，小家碧玉则用红色丝绢。“肚兜”上有各类精美的刺绣。红色为“肚兜”常见的颜色。由此可见兜肚到了清朝，不光是防风侵体，更兼有药疗及香囊的功用了。
《红楼梦》第三十六回写宝钗来至宝玉房中，看见袭人在做针线，原来是白绫红里的兜肚，上面扎着鸳鸯戏莲的花样，红莲绿叶，五色鸳鸯。